# Abramy
Abramy (prononciation : [aˈbramɨ]) est un village polonais de la gmina de Kałuszyn dans le powiat de Mińsk de la voïvodie de Mazovie, dans le centre-est de la Pologne.
Il se situe à environ 5 kilomètres au nord de Kałuszyn (siège de la gmina), 18 kilomètres au nord-est de Mińsk Mazowiecki (siège du powiat) et à 55 kilomètres à l'est de Varsovie (capitale de la Pologne).
Le village compte approximativement une population de 60 habitants en 2005.

## Histoire
De 1975 à 1998, le village appartenait administrativement à la voïvodie de Siedlce.